# Пижанцы (Кировская область)
 Пижанцы  — деревня в Пижанском муниципальном округе Кировской области.

## География
Расположена на расстоянии примерно 19 км по прямой на юг-юго-запад от райцентра поселка Пижанка.

## История
Известна с 1891 года, в 1905 здесь (починок Пижанский или Плешаны) отмечено дворов 20 и жителей 133, в 1926 (деревня Пижанцы или Пижанский) 23 и 121 (все мари), в 1950 18 и 78, в 1989 45 жителей. Настоящее название утвердилось с 1939 года. До 2020 года входила в состав Ахмановского сельского поселения до его упразднения.

## Население
Постоянное население составляло 29 человек (мари 100%) в 2002 году, 16 в 2010.